# The Wrath of Vajra (film, 2013)
Pour plus de détails, voir Fiche technique et Distribution.
The Wrath of Vajra est un film chinois réalisé par Law Wing-cheung, sorti en 2013. 
L'action a lieu en Chine, peu avant la Seconde Guerre mondiale, au moment où un culte d'Hadès s'empare du Japon.

## Synopsis
Avant que l'Occident n'entre dans la Seconde Guerre mondiale, un culte de la mort se propage au Japon, appelé le Temple d'Hadès. Le Temple se voue à la destruction spirituelle de la Chine. Pour y parvenir, les hommes du Temple d'Hadès enlèvent les enfants de leurs ennemis afin de les former comme des tueurs. Dans sa jeunesse, Vajra était particulièrement doué, mais s'est juré de venger la mort de son frère, il fuit en Chine et commence à protéger les innocents, ce qu'il considère comme son unique mission. Vajra souhaite détruire ceux qui ont fait de lui une arme vivante. Un ancien moine Shaolin va lui enseigner les arts martiaux, pour qu'il mène à bien sa quête.   

## Fiche technique
- Titre : The Wrath of Vajra
- Titre original : 金刚王：死亡救赎 /又名「金刚王」
- Réalisation : Law Wing-cheung
- Scénariste : Le Zhenjiu
- Musique : Terry Tu
- Producteur : Li Bloo, Li Guo, Sanping Han (en)
- Production : Kylin réseau, Media Asia Films, Ningxia Film Studio
- Pays d'origine : Chine
- Durée : 115 minutes
- Dates de sortie : 
  -  Chine : 24 septembre 2013
  -  Espagne : 13 octobre 2013
  -  Malaisie : 31 octobre 2013
  -  États-Unis : 11 mars 2014

## Distribution
- Yu Xing : K-29 et Shi Yanneng
- Sung-jun Yoo : Steve Yoo
- Heon Jun Nam : Crazy Monkey
- Baocheng Jiang : Tetsumaku Rai
- Yamei Zhang : Eko
- Yasuaki Kurata : Amano Kawao
- Matt Mullins : Bill

## Distinctions

### Nominations
Festival international du film de Catalogne
- 2013 :